# 霍恩莫克
霍恩莫克（德語：Hohenmocker）是德国梅克伦堡-前波美拉尼亚州的市镇，隶属于梅克伦堡湖区县。总面积为27.02平方千米，截至2023年12月31日总人口为465人。